# Буисон (Долина Аосте)
Буисон је насеље у Италији у округу Долина Аосте, региону Долина Аосте.
Према процени из 2011. у насељу је живело 77 становника. Насеље се налази на надморској висини од 1115 м.